# 305 Gordonija
305 Gordonija (mednarodno ime je  305 Gordonia) je asteroid tipa S (po Tholenu) v glavnem asteroidnem pasu. 

## Odkritje
Asteroid je odkril francoski astronom Auguste Charlois ( 1864 – 1910) 16. februarja 1891 v Nici.. 

## Lastnosti
Asteroid Gordonija obkroži Sonce v 5,46 letih. Njegova tirnica ima izsrednost 0,18512, nagnjena pa je za 4,446° proti ekliptiki. Njegov premer je 49,17 km, okoli svoje osi se zavrti v  16,2 h .